# White Robe
White Robe, versione inglese di Belyj plaščik, è un singolo del duo musicale russo t.A.T.u., pubblicato il 10 novembre 2009 come secondo estratto dal terzo album in studio in lingua inglese Waste Management.

## Descrizione
Scritto e composto da Vanja Kilar, Leonid Aleksandrovskij e Marija MaksakovaIl, il singolo è stato pubblicato dalla Coqueiro Verde Records il 10 novembre 2009, giorno in cui il videoclip del brano è stato trasmesso in anteprima su MTV Brazil.
La canzone era già apparsa nel 2008 all'interno del maxi-singolo di Belyj plaščik, versione in russo del brano. Le t.A.T.u. avevano cantato White Robe in diverse occasioni già in quell'anno, mentre fu lanciato come singolo radio e televisivo a fine 2009 principalmente in America Latina per la promozione di Waste Management.

## Video musicale
Il video musicale di White Robe, pubblicato sul canale YouTube del duo il 30 novembre 2009, è stato girato insieme a quello di Belyj plaščik il 6 ed il 7 ottobre 2007 nello stabilimento di trattamento delle acque reflue di Hyperion a Los Angeles, California. È stato diretto da James Cox (ed il suo team tra cui il produttore Billy Parks e il cameraman Joe Labisi), che aveva già diretto i video di Ljudi invalidy, All About Us e Friend or Foe. Nonostante sembri che il video abbia molti collegamenti al nazismo e all'olocausto, nel sito ufficiale del gruppo è stata scritta una smentita che afferma: "Le somiglianze alle uniformi di qualsiasi epoca e persona sono casuali e storicamente invalide."
Nel video, Lena sta tornando a casa sua dopo quella che sembra essere stata una notte di prostituzione. La seconda scena mostra Julia che si lava i denti in una cella per poi sputare violentemente sullo specchio davanti a lei; quindi, entra nella doccia. Nel frattempo, Lena indossa una divisa e marcia verso il centro di detenzione dove Julia è imprigionata. A quest'ultima viene dato del cibo che viene gettato per terra. Poi le si offre del vino che tracanna velocemente. Julia è quindi ammanettata e percorre un corridoio con due guardie. Lena avanza marciando dalla parte opposta dell'edificio seguita da qualche guardia. Julia è dunque portata fuori, incatenata ad un palo e spogliata, il che rivela che è incinta. Lena ordina la fucilazione della gravida Julia ai suoi ufficiali, gridando "Ready, Arm, Fire!" ("Puntare, mirare, fuoco!"). Uno di questi ultimi è interpretato da un membro della band, Troy. Il video finisce con la morte di Julia, un allarme che scatta e gli squilli di un telefono.

## Tracce
1. White Robe – 3:34

CD/EP promo (Brasile)
1. White Robe – 3:40
2. Sparks – 3:10
3. Snowfalls – 3:13
4. White Robe (music video) – 3:31
5. Sparks (music video) – 3:11